# Pongrácovce
Pongrácovce es un municipio del distrito de Levoča en la región de Prešov, Eslovaquia, con una población estimada a final del año 2024 de 140 habitantes.
Se encuentra ubicado al suroeste de la región, cerca del río Hernád (cuenca hidrográfica del río Tisza) y de la frontera con la región de Košice.

## Demografía
| Año        | 1994 | 2004     | 2014  | 2024     |
| ---------- | ---- | -------- | ----- | -------- |
| Población  | 114  | 100      | 111   | 140      |
| Diferencia |      | −12,28 % | +11 % | +26,12 % |

| Año        | 2023 | 2024    |
| ---------- | ---- | ------- |
| Población  | 135  | 140     |
| Diferencia |      | +3,70 % |